# Ura
Ura era un port i una fortalesa situada "en un lloc molt inaccessible" diuen les cròniques, a la frontera al sud del regne de Tarhuntasa situada segurament a Hayasa (al sud de l'actual Trebisonda).
A l'època del rei Mursilis II, els hitites van assaltar-la i van obtenir una victòria, en resposta a l'atac a Dankuwa realitzat pel rei Anniya d'Hayasa i Azzi. Anniya, després de l'atac, va acceptar les condicions de pau imposades pels hitites, que exigien el retorn dels presoners fets a Dankuwa, però no va pas complir-les.
Poc abans del 1200 aC una càrrega de gra egipci va arribar per aquest port. En atènyer les terres centrals hitites va salvar molts hitites de la gana.